# Bjelašnica (hora)
Bjelašnica (srbochorvatsky Бјелашница, 2067 m n. m.) je hora ve stejnojmenném pohoří ve střední části Bosny a Hercegoviny. Nachází se na území opštiny Trnovo v kantonu Sarajevo. Leží nad osadou Lukavac asi 18 km jihozápadně od Sarajeva. Bjelašnica je nejvyšší horou celého pohoří. Během Olympijských her 1984 se na svazích hory nacházela olympijská sjezdovka.